# 歴史 (ヘロドトス)

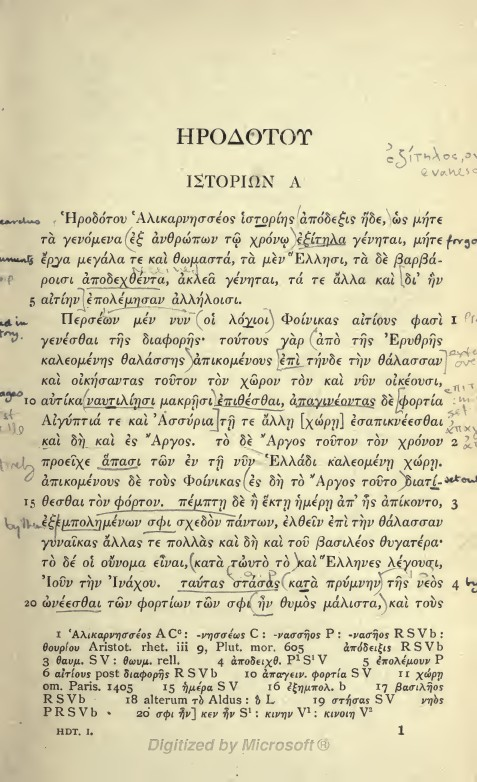
Historiae

『歴史』（れきし、古希: ἱστορίαι、古代ギリシア語ラテン翻字: historíai、ヒストリアイ）は、ハリカルナッソス (現在のトルコ・ボドルム) のヘロドトス (紀元前5世紀、生没年不詳) が記した歴史書である。この書を著したことにより彼は「歴史の父」と呼ばれる。
紀元前5世紀のアケメネス朝ペルシアと古代ギリシア諸ポリス間の戦争（ペルシア戦争）を中心的主題とし、ペルシアの建国および拡大、オリエント世界各地の歴史、風俗や伝説をちりばめた地誌でもある。紀元前443年、アテナイによる南イタリア（マグナ・グラエキア）のトゥリオイ市の殖民にヘロドトスは参加し、この地で記した。イオニア方言で記述されている。
ヘロドトスは古代世界を旅し、各地の話を集めて行ったと思われる（それゆえか疑わしい話も少なからずある）。10世紀後半に東ローマ帝国で編纂されたスーダ辞典によれば、ヘロドトスは統治者へのクーデターへ参加した為にハリカルナッソスから追放されたとある。旅はこの機会に行われたと見られている。
ギリシアとペルシアの諍いの原因として、ヘロドトスは、絶対的権力を持つペルシア王と民主的行政府を持つギリシアのイデオロギーの相違が原因であると言及している。有名なマラトンの戦いは第6巻に含まれている。

## 構成
後にアレクサンドリアの学者によって9巻に分けられ、各巻には学芸の女神ムーサたちの名前が冠せられた。順に、クレイオ、エウテルペ、タレイア、メルポメネ、テルプシコラ、エラト、ポリュヒュムニア、ウラニア、カリオペ。
第1巻-第4巻では、オリエント各地の成り立ちと、アケメネス朝ペルシアによる征服活動が、第5巻-第9巻では、ペルシア戦争の経緯が描かれる。
以下の各巻内の章題名は松平千秋によるもの。()内の数字は節数。

### 第1巻（クレイオ）

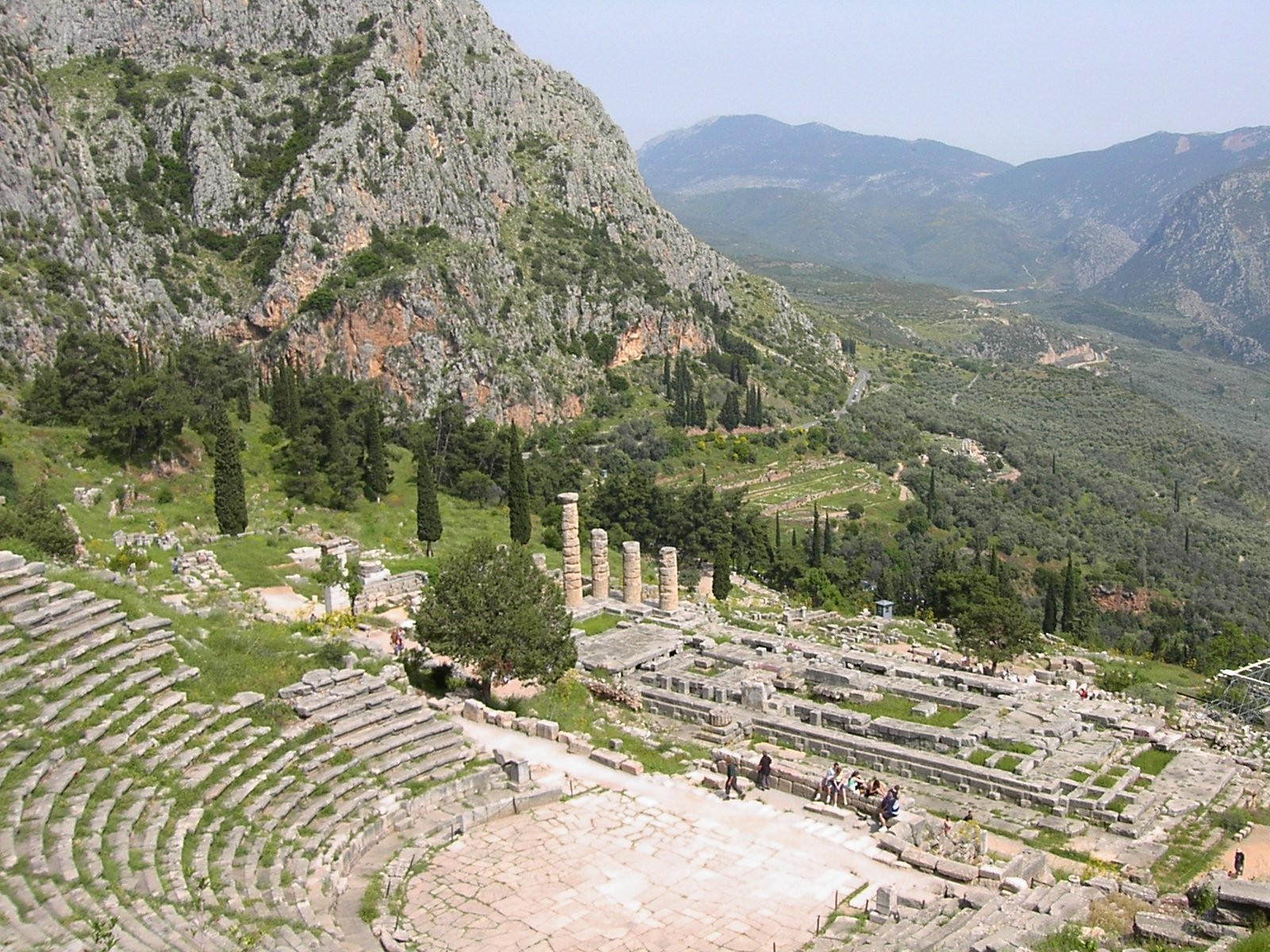
デルフォイ、野外劇場からの眺め

作品の始まりでは、ヘロドトスがこの作品を書く理由を述べている。
| 「 | ギリシア人やバルバロイによる、偉大にして驚嘆すべき、栄誉なきともいえぬ事績の数々について、とりわけギリシア人とバルバロイが何故互いに争い合ったかについて、この人間の成し遂げたことが後に忘れ去られぬよう、ハリカルナッソスのヘロドトスはその探求したところを、ここに記す。 | 」 |

伝説時代における東西の抗争 (1-5)
リュディアの盛衰 (6-94)
- 最後のリュディア王クロイソス (26-94)
- アテナイの賢者ソロン (26-33)
- スパルタの隆盛 (65-70)

ペルシアの興隆 (95-217)

### 第2巻（エウテルペ）

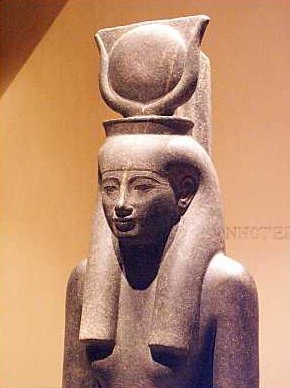
エジプトの神 "ハトホル" の像

カンビュセスのエジプト遠征 (1-182)
- フリュギア人の遺物 (2)
- エジプトの地理 (2-34)
- ナイル川 (19-34)
- 宗教行事について、特にギリシアとの相違点 (35-37)
- エジプトの動物：ネコ、犬、ワニ、カバ、カワウソ、フェニックス、聖なるヘビ、羽のある蛇、トキ (38-76)
- エジプトの文化：医療、葬儀式、食べ物、ボート (77-98)
- エジプトの王 (99-182)
  - トロイア戦争時、ヘレネとパリスのエジプト滞在[1] (112-120)
  - ロドピス[2] (134-135)
  - 聖職者 (142-143)
  - ラビリンス (148)

### 第3巻（タレイア）
カンビュセスのエジプト遠征 (1-87)
- ペルシア王カンビュセス2世によるエジプト攻撃とプサンメニトス （プサムテク3世）への勝利  (1-16)
- カンビュセスのエチオピア攻撃とその失敗 (17-30)

ダレイオスによる国内の整備と安定 (88-160)
- 20のサトラップ（太守） (88-117)
- インドの文化、金を採集する方法 (98-106)
- アラビアの文化、スパイスを採集する方法 (107-113)

- バビロン - ヘロドトスは自分が訪れたことを明言していない為に、訪れていないと見られる (150-160)

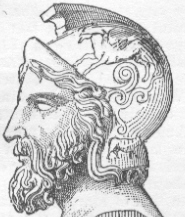
ミルティアデス.

### 第4巻（メルポメネ）
ダレイオスのスキュティア遠征 (1-144)
- スキュティアの歴史 (5-15)
- スキュティア以遠の地域の居住民：サウロマタイ、ブディノイ、テュッサゲタイ（英語版）、アルギッパイオイ、イッセドネス、アリマスポイ（英語版）（一眼族）、ヒュペルボレオイ (16-36)
- スキュティアの地理 (37-45)
- リビア（アフリカ）、アジア、ヨーロッパの比較 (41-45) 
  - フェニキア人のアフリカ大陸周航 (42)
- スキュティアの川：イストロス川（ドナウ川）、Tyras（ドニエストル川）など (46-58)
- スキュティアの文化：宗教、葬儀、外国人恐怖症、人口 (59-82)

- ダレイオス1世によるスキュティアへの攻撃開始、ボスポラス海峡に架かる橋に関する記述  (83-144)
- スキュティア周辺の諸族の慣習など：タウロイ、アガテュルソイ、ネウロイ、アンドロパゴイ、メランクライノイ、ゲロノイ、ブディノイ、サウロマタイ (102-119)
- ダレイオスのスキュティア攻撃失敗と撤退 (120-144)

アリュアンデスによるリビア攻撃 (145-205)

### 第5巻（テルプシコラ）
メガバゾス（英語版）によるトラキアおよびマケドニア攻略 (1-22)
イオニアの反乱 (23-126)
- 紀元前499年 ミレトスの僭主アリスタゴラスがペルシアに反乱 (49-126)

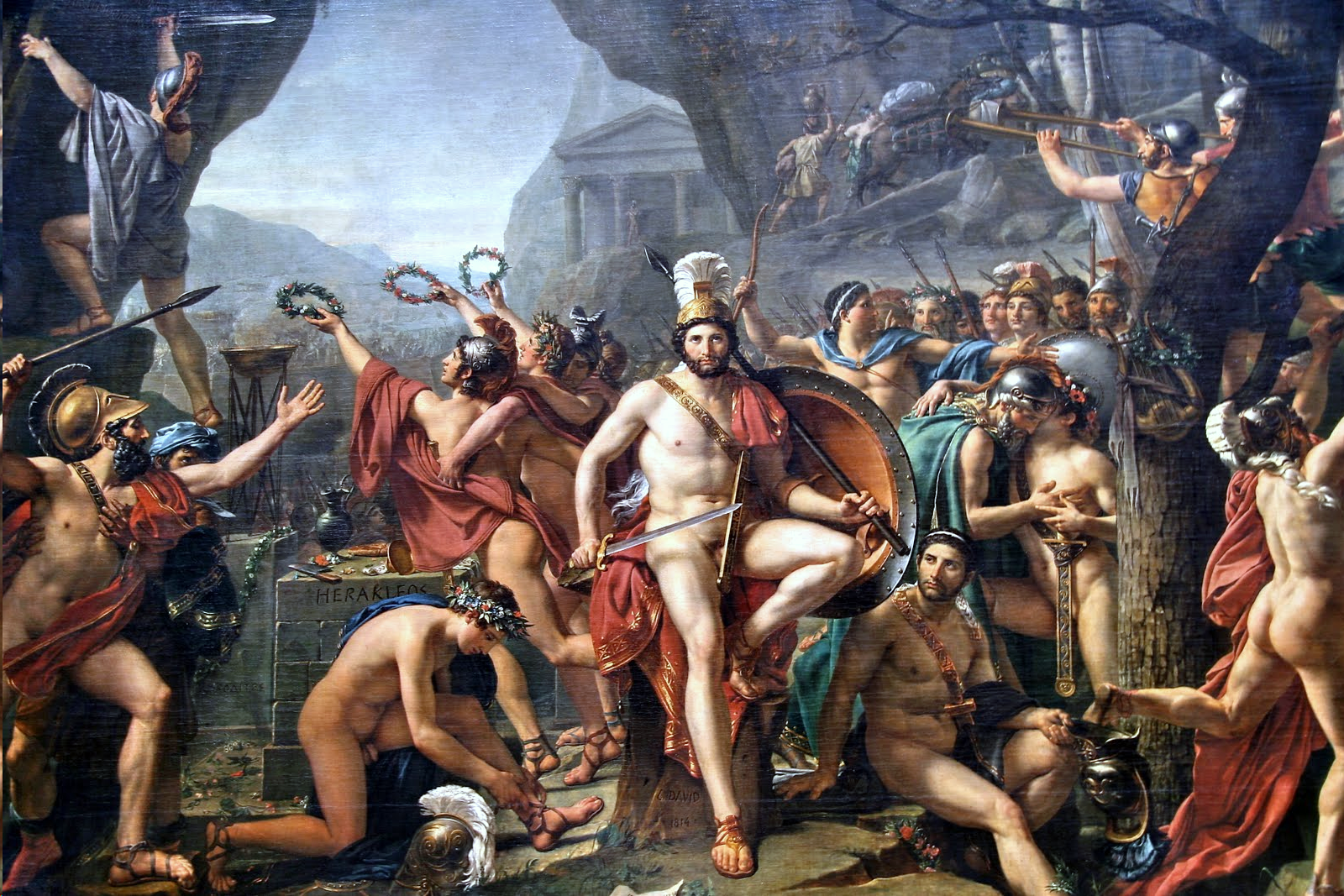
テルモピュライでのレオニダス1世, ジャック＝ルイ・ダヴィッド画（1814年）

### 第6巻（エラト）
イオニアの反乱 (1-42)
- ディオニュシオスによるイオニア海軍の訓練  (11-12)
- 紀元前493年 ペルシアによるイオニアの反乱の鎮圧 (31-42)

マルドニオスによるギリシア本土攻撃 (43-45)
- 紀元前492年 暴風雨のため最初の遠征軍は撤退

ダディス（英語版）およびアルタプレネス（英語版）によるギリシア本土侵入  (46-140)
- 紀元前490年 アテナイ人はマラトンの戦いに勝利 (103-131)
- スパルタ人は遅れてマラトン参軍 (120)

### 第7巻（ポリュヒュムニア）
クセルクセスのギリシア遠征 (1-239)
- 紀元前486年 ダレイオスの死 (1-4)
- 紀元前484年 クセルクセス1世による、エジプト人反乱の鎮圧 (5-7)
- 紀元前480年 クセルクセス1世のギリシア遠征 (26-130)
- シュラクサイの僭主ゲロン (152-168)
- レオニダス1世とギリシア軍（約6,000名）は、テルモピュライにペルシア軍の侵入阻止の為に配置 (175-200)
- テルモピュライの戦い、3日間 (201-239)

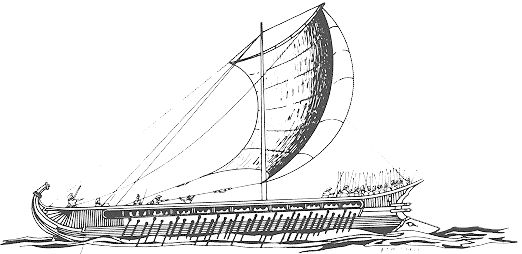
ギリシャの 三段櫂船

### 第8巻（ウラニア）
クセルクセスのギリシア遠征 (1-129)
- アテナイ市民の脱出 (23-55)
- サラミスの海戦 (56-96)

マルドニオスによるギリシア本土作戦 (130-144)
- マルドニオスの率いるペルシア陸軍がテッサリアで越冬

### 第9巻（カリオペ）
マルドニオスによるギリシア本土作戦 (1-98)
- 紀元前479年 マルドニオスの再侵攻。アテナイ市民の再脱出 (1-3)
- プラタイアの戦い  (19-98)
- マケドニア王国のアレクサンドロス1世 からギリシアへの攻撃の警告 (44-46)

ペルシア艦隊の絶滅 (99-122)
- ギリシア海軍によるイオニアでのペルシアへの勝利（ミュカレの戦いなど）と反攻 (99-121)

## おもな登場人物
( )内の数字は主に活躍する巻・節
クロイソス (1.26-91)
リュディアの最盛期・最後の王。富を誇ったが、ペルシアのキュロスに滅ぼされた。クロイソスは火刑にされかけたが、アポロンが助けたとヘロドトスは書く。
キュロス (1.71-214)
アケメネス朝ペルシアの初代王。紀元前550年にメディア、紀元前547年にリュディア、紀元前539年に新バビロニアを征服し、ペルシアを大帝国にした。
アマシス(英語版)（イアフメス2世）(2.162-3.10)
エジプト第26王朝末期の王。ペルシアが侵入する直前に死んだ。その子プサンメニトス3世（英語版）がペルシアと戦い敗北。
カンビュセス2世 (3.1-66)
ペルシア王。キュロスの長男。紀元前525年にエジプトを征服。しかしエチオピアへの遠征に失敗し、狂気となり、大腿の傷により死んだ。
ダレイオス1世 (3.70-7.4)
カンビュセス死後のペルシア王。各地の反乱を制圧。イオニアの反乱をきっかけに、ギリシア遠征を開始したが、マラトンの戦いで敗北。
アリュアンデス (4.165-203)
ペルシア治下のエジプト第27王朝太守。リビアへ遠征した。ダレイオスから謀反の疑いで処刑された。
ヒスティアイオス (5.11-6.30)
ミレトス僭主だったが、メガバゾス（英語版）がダレイオスの側近に推薦。次のミレトス僭主の、娘婿のアリスタゴラスに反乱をすすめた。反乱が鎮圧された後に処刑。
アリスタゴラス (5.30-126)
ミレトスの僭主。ナクソス島の占領に失敗し、紀元前499年にイオニアの反乱を起こした。結局反乱は鎮圧されたが、アテナイを同盟国にした事がペルシアのギリシア遠征の原因になる。
クレオメネス (5.39-6.84)
スパルタの王。アテナイの民主化（ペイシストラトス一族の追放）に貢献。アリスタゴラスの同盟要請を拒否した。マラトンの戦いの後に発狂し、監禁されて自殺した。
アルタプレネス（英語版） (5.25-6.42)
ダレイオスの腹違いの弟で、サルディスの総督。つまり対ギリシア外交を担当。イオニアの反乱を征討。その息子の名もアルタプレネス（英語版）で、紀元前490年のギリシア戦役の将軍 (6.94-119)。
ダティス（英語版） (6.94-119)
ペルシアの将軍。紀元前490年のギリシアへの戦役をアルタプレネスとともに指揮。上陸した地、マラトンの戦いでアテナイ軍に敗北。
ミルティアデス (6.103-136)
ペルシアの支配地トラキアから、アテナイに帰った将軍。マラトンの戦いを指揮し勝利。翌年パロス島の攻撃に失敗して告発され、足の傷により死亡。
クセルクセス1世 (7.2-9.116)
ダレイオスの子、ペルシアの王。紀元前480年にギリシアへ自ら遠征したが、サラミスの海戦の敗北で撤退。
レオニダス1世 (7.204-225)
クレオメネスの弟のスパルタ王。クセルクセスの侵攻から防衛するために選んだ狭地、テルモピュライの戦いで戦死。
テミストクレス (8.4-125)
アテナイの平民出身政治家。アテナイ海軍の育ての親。紀元前480年にサラミスの海戦を指導し勝利。後年、陶片追放によってアテナイを追われ、ペルシアに亡命。
マルドニオス
ペルシアの将軍でダレイオスの娘婿。紀元前492年にも遠征をしたが、嵐で軍艦が難破し退却 (6.43-45) 。紀元前480年のクセルクセスの親征ではペルシア陸軍を指揮。しかし紀元前479年のプラタイアの戦いで敗北、戦死。(8.97-9.64)
パウサニアス (9.10-88)
レオニダスの甥でスパルタ国王の後見人。紀元前479年のプラタイアの戦いで勝利した。後年、ペルシアとの密通の嫌疑で殺された。

## 関連書籍

### 日本語訳
- 松平千秋訳注 『ヘロドトス　歴史』（岩波文庫（上中下）、1971-72年、改版2006年）、ワイド版2008年
  - 元版『世界古典文学全集10　ヘロドトス』（筑摩書房、1967年）
- 青木巌訳 『ヘロドトス　歴史』（新潮社、1968年／グーテンベルク21（電子書籍・上下）、2016年）
  - 縮約版『ヘロドトス 「歴史」物語』（現代教養文庫、1968年／単行判・文元社、2004年／電子書籍、2012年）

最初の訳本は、生活社（上下、1940-41年）で、版元を何度か変え刊行　

### 研究文献
- 藤縄謙三 『歴史の父 ヘロドトス』（新潮社、1989年）／新版『ヘロドトス』（魁星出版、2006年）
- 中務哲郎 『ヘロドトス『歴史』――世界の均衡を描く』（岩波書店〈書物誕生〉、2010年）
- 桜井万里子 『ヘロドトスとトゥキュディデス　歴史学の始まり』（山川出版社〈ヒストリア〉、2006年／講談社学術文庫、2023年）
- 前田耕作 『アジアの原像　歴史はヘロドトスとともに』（日本放送出版協会〈NHKブックス〉、2003年）
- ジャック・ラカリエール 『エジプト　ヘロドトスの旅した国』（幸田礼雅訳、新評論、1996年）
- 松平千秋 『ホメロスとヘロドトス　ギリシア文学論考』（筑摩書房、1985年）